# Cooco
Cooco ist eine Ortschaft im Departamento La Paz im südamerikanischen Andenstaat Bolivien.

## Lage im Nahraum
Cooco liegt in der Provinz Larecaja und ist der größte Ort im Cantón Ancoma im Municipio Sorata. Die Ortschaft liegt auf einer Höhe von 3501 m am Ufer des Río Chajolpaya, welcher aus der Cordillera Real in südöstlicher Richtung fließt und im weiteren Verlauf in den Río Tipuani mündet.

## Geographie
Cooco liegt östlich des Altiplano in einem der Täler der bolivianischen „Königskordillere“ (Cordillera Real), die wiederum Teil der Cordillera Central ist. Das Klima der Region ist ein typisches Tageszeitenklima, bei dem die Temperaturschwankungen im Tagesverlauf deutlicher ausfallen als im Jahresverlauf.
Die Jahresdurchschnittstemperatur liegt bei 11 °C (siehe Klimadiagramm Achacachi), wobei der Monatsdurchschnitt im kältesten Monat (Juli) mit 8 °C nur wenig von den wärmsten Monaten (November bis März) mit 12 °C abweicht. Das Klima ist arid von Juni bis August mit nur sporadischen Niederschlägen und humid in den Sommermonaten, vor allem von Dezember bis März, mit Monatsniederschlägen von teilweise mehr als 100 Millimeter. Der Jahresniederschlag liegt bei etwa 600 Millimetern.

## Verkehrsnetz
Cooco liegt nordwestlich des bolivianischen Regierungssitzes La Paz und ist etwa 194 Straßenkilometer von diesem entfernt.
Von La Paz führt die asphaltierte Nationalstraße Ruta 2 in nordwestlicher Richtung 70 Kilometer bis Huarina, von dort zweigt in nördlicher Richtung die Ruta 16 ab, die nach 23 Kilometern Achacachi erreicht. Ein Kilometer hinter Achacachi zweigt nach Nordosten hin eine Landstraße Richtung Sorata ab, die nach acht beziehungsweise weiteren sechs Kilometern die Ortschaften Warisata und Walata Grande durchquert. Die Straße führt dann über eine Passhöhe von 4270 Meter und überwindet auf einer Strecke von 30 Kilometern bis Sorata einen Höhenunterschied von 1500 Meter.
Von Sorata aus führt eine serpentinenreiche unbefestigte Landstraße in nördlicher Richtung und erreicht nach 20 Kilometern eine Hochfläche, die der Cordillera Real nach Südwesten hin vorgelagert ist. Auf den folgenden zehn Kilometern steigt die Straße dann hoch zur Cordillera Real, erreicht dabei eine Passhöhe von 4650 Metern, bis sich diese Höhenstraße teilt: Nach Norden hin windet sie sich vorbei an der Goldmine „Cooperativa Minera Aurifera Señor de Mayo RL“ hinauf zu den Ortschaften Ingenio, Yani und San Lucas (Yani); nach Südosten hin führt sie hinab zu den dicht bewaldeten Yungas-Tälern mit Ortschaften wie Ancoma Norte und Ancoma Sur. Einen Kilometer vor Erreichen von Aroma Norte, vor der Brücke über den Río Chuchu Januira, zweigt eine Nebenstraße nach rechts in südöstlicher Richtung ab und erreicht Ancoma Sur nach einem Kilometer. Der Weg nach Cooco zweigt dann einen Kilometer östlich von Ancoma Sur nach Südosten ab, windet sich in Serpentinen bis auf 4350 Meter hoch und fällt dann wieder um 800 Meter hinab zu Coopo am Río Chajolpaya.

## Bevölkerung
Die Einwohnerzahl des Ortes ist in dem Jahrzehnt zwischen den beiden letzten Volkszählungen um mehr als die Hälfte angestiegen:
| Jahr | Einwohner   | Quelle       |
| ---- | ----------- | ------------ |
| 1992 | keine Daten | Volkszählung |
| 2001 | 471         | Volkszählung |
| 2012 | 722         | Volkszählung |
| 2024 |             | Volkszählung |

Die Region weist einen hohen Anteil an Aymara-Bevölkerung auf, im Municipio Sorata sprechen 92,2 Prozent der Bevölkerung Aymara.